# Luxor (azienda)
La Luxor è stata una azienda svedese produttrice di elettronica e di computer con sede a Motala. 
È stata acquistata nel 1984 dalla Nokia.

## Storia

### Gli inizi
Luxor è fondata nel 1923 da Axel Harald Holstensson (Norberg 1889-Motala 1979), figlio di un falegname che inizia a lavorare come elettricista e nel 1918 si trasferisce a Motala aprendo un'officina elettrica, la Motala Electric Agency. E dal momento che a Motala viene nel frattempo installato un ripetitore molto potente, nel 1923 dà vita insieme al fratello Karl alla Radiofabriken Luxor acquistando componenti dalla Germania e ricorrendo al nome Luxor che in quel periodo è sulla bocca di tutti in seguito alla scoperta della tomba di Tutankhamon vicino alla città di Luxor, in Egitto.
All'epoca il tipo di radio più comune è quello a cristallo ma Holstensson vuole subito ampliare l'offerta in modo da poter ricevere anche emittenti straniere.  Questi ricevitori hanno uno o più tubi elettronici che amplificano il segnale dall'antenna alle cuffie collegate. L'attività cresce al punto che nel 1927 viene preso in affitto un capannone di legno a Strandvägen. Tra il 1927 e il 1940, periodo in cui lo sviluppo della radio è forte con gli altoparlanti integrati, la fabbrica sarà ampliata o ricostruita non meno di nove volte.
Nel 1934, quando la società viene trasformata in Luxor Radio AB, inizia a produrre registratori a cassette grazie ad un multilettore che può riprodurre automaticamente i dischi, uno ad uno, per un massimo di dieci dischi, permettendo così di avere circa una mezz'ora di tempo di riproduzione totale prima di caricare nuovamente il multilettore. In quegli anni viene anche accusata (insieme ad un'altra società, Gylling & Company) da Philips e AGA-Baltic per violazione di brevetto. Il processo va per le lunghe, molti rivenditori lasciano perdere in quanto anche minacciati nel caso in cui avessero venduto i prodotti delle due società, così Luxor trova una soluzione per riuscire a vendere: apre propri negozi nelle città in cui i concessionari hanno dato forfait. Alla fine del 1938 Luxor ha una cinquantina di negozi.

### 1955: televisori

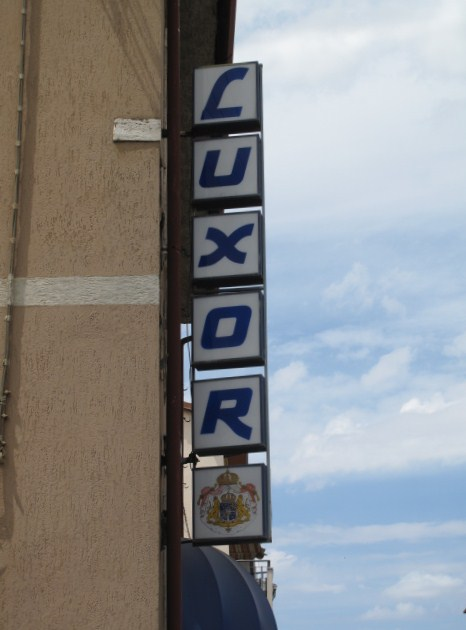
Una vecchia insegna di Luxor in Italia

Nel 1945 Luxor acquisisce dalla bancarotta Skandinaviska Radio AB, proprietaria del marchio Skantic che sarà poi utilizzato parallelamente a quello di Luxor. Nel 1948 l'intera fabbrica è spostata in un nuovo stabilimento a Hagen, nel 1949 è commercializzato il nuovissimo registratore a filo Magnefon, basato su un brevetto americano sviluppato da Luxor. Nel 1955 Luxor inizia a produrre televisori, risale al 1965 la prima batteria TV costruita in Svezia, è del 1964 la prima telecamera TV realizzata in Svezia ed è del 1969 la prima TV a colori progettata in Svezia.
Un disastroso incendio distrugge, l'8 ottobre 1976, lo stabilimento di 15.000 m². Due dipendenti muoiono. Il blocco della produzione mette in ginocchio Luxor che prova a reagire aumentando le importazioni di dispositivi venduti poi con i marchi Luxor e Skantic. Ma la concorrenza dell'Estremo Oriente è tale da portare ben presto alla fine non solo della propria produzione di radio ma anche quella di grammofoni e registratori.

### 1978: personal computer
La produzione di personal computer inizia nel 1978 con il modello ABC 80, seguito nel 1981 da ABC 800.  Inizialmente le vendite vanno bene ma intorno al 1983 il PC IBM con sistema operativo Microsoft DOS comincia a dominare il mercato dei PC. Luxor prova a resistere con una campagna promozionale ("Chi ha bisogno di essere compatibile con IBM?") ma senza successo e nel 1986 la produzione cesserà con il fallimentare ABC 1600. Comunque già alla fine del 1979 l'azienda si trova vicina al fallimento per una serie di motivi (scarsi risultati dall'esportazione, perdite dovute all'incendio, cattiva gestione). Viene così rilevata dallo Stato salvando circa 2.000 posti di lavoro. E la società viene divisa in quattro filiali: Luxor Consumer Electronics AB (televisioni), Luxor Electronics AB (elettronica per le auto), Luxor Computers AB e Luxor Parts (assistenza e parti di ricambio). Successivamente è aggiunta anche Luxor Satellite AB per la produzione e la vendita di ricevitori satellitari.

### 1984: in mano Nokia
Nel 1984 Luxor è acquisita dalla finlandese Nokia. La produzione di computer è interrotta due anni più tardi, nel 1986, la produzione di televisori è trasferita nel 1992 in Finlandia, nel 1997 la produzione di altoparlanti per auto e amplificatori audio è venduta a Harman International Industries, nel 1998 l'attività di ricevitori satellitari è ceduta a US Space Craft Inc: la produzione rimane a Motala sino al 2002 per poi essere trasferita in paesi con bassi salari. Sempre nel 1998 Autoliv AB, di proprietà Electrolux, diventa partner di Luxor Electronics con l'obiettivo di acquisire l'intero business. A Motala la produzione di vari tipi di prodotti per l'elettronica automobilistica rimane fino al 18 gennaio 2016, quando viene chiusa anche l'ultima linea di produzione.
Il marchio Luxor sarà poi ceduto alla società turca Vestel e utilizzato per la vendita di televisori sul mercato svedese.